# 鈴木義宜
鈴木 義宜（すずき よしのり、1992年9月11日 - ）は、宮崎県宮崎郡佐土原町（現：宮崎市）出身のプロサッカー選手。Jリーグ・京都サンガF.C.所属。ポジションはディフェンダー（センターバック）。マネジメント会社はアスリートプラス。

## 来歴

### プロ入り前
広瀬SSS・宮崎日本大学中学校・高等学校を経て2011年に宮崎産業経営大学に進学。1年次から先発の座を掴み天皇杯にも3度出場を果たした。4年次にJ2・大分トリニータの特別指定選手となった。

### 大分トリニータ
2015年、大分に正式加入。当時の強化・育成部長であった柳田伸明からは「守備やカバーリングの技術に長けており、どんな試合でも安定して力を発揮できる」と評された。新人ながら開幕戦・讃岐戦のスターティングメンバーに抜擢された。同年は主にセンターバックの位置でレギュラーとして40試合に出場。しかし、チームのJ2残留を懸けて臨んだJ2・J3入れ替え戦・第1戦にて退場処分を受け、ホームで行われた第2戦は出場停止となった。その試合を0-1で落とした大分はJ3降格となった。
2016年、J3に降格した大分に残留。前年に引き続きセンターバックのスタメンとして全試合に先発出場。J2昇格の懸かった最終節・鳥取戦でダメ押しとなる4点目を決めるなどJ3優勝に貢献した。同年12月に開催されたJリーグアウォーズにおいて、MYアウォーズのJ3部門ベストイレブンに選出された。オフには名古屋グランパスより正式オファーを受けたと報道されたが、大分に残留した。
再びプレーの場をJ2に戻した2017年、副キャプテンに就任。システムも昨季までの4バックから3バックへと変更されたが、主に右センターバックとして2年連続で全試合出場を果たした。目標に掲げた「リーグ戦5得点」には届かなかったものの、記録した3得点は全て当試合での決勝点となった。
2018年も昨季に引き続き、副キャプテンを務めた。ポジションを3バックの中央に移したが、この年も全試合フルタイム出場を達成。守備陣の統率役としてチームの6年振りのJ1昇格に貢献した。
2019年、キャプテンに就任。自身初のJ1でのプレーとなったが、3年連続でリーグ戦全試合フルタイム出場を達成。プロ入り後初めて無得点に終わったが、2位に22回差を付けるリーグ1位の53回のシュートブロックを記録するなど、躍進した大分の守備を支えた。
2020年も開幕からフルタイム出場を続け、8月23日のJ1第12節・柏戦にてJリーグ通算200試合出場を達成した。しかし12月9日のJ1第27節・柏戦で頭部打撲の負傷を負った影響で、翌第32節・札幌戦にてリーグ戦では実に5年半振りのメンバー外となり、J3時代の2016年途中から続いていた連続フルタイム出場も166試合でストップした。

### 清水エスパルス
2021年、清水エスパルスに完全移籍。移籍初年度から権田修一、竹内涼と共にキャプテンに就任。開幕戦から先発の座を掴むと、3月21日のJ1第6節・柏戦にてJ1初得点を記録した。しかし、6月6日のJリーグカップPOステージ第2戦・鹿島戦の試合中にチームメイトの中村慶太と交錯し負傷交代。全治未定の頭蓋骨骨折と診断されたが、9月5日に行われたJエリートリーグの横浜F・マリノス戦で公式戦復帰を果たした。
2022年はキャプテンから一旦降りたが、チームがJ2に降格した2023年に再びキャプテンに就任した。

### 京都サンガF.C.
2024年、京都サンガF.C.へ完全移籍。

## 所属クラブ
- 広瀬サッカースポーツ少年団
- 宮崎日本大学中学校
- 宮崎日本大学高等学校
- 2011年 - 2014年 宮崎産業経営大学
  - 2014年 大分トリニータ（特別指定選手）
- 2015年 - 2020年 大分トリニータ
- 2021年 - 2023年 清水エスパルス
- 2024年 - 京都サンガF.C.

## 個人成績
| 国内大会個人成績 | 国内大会個人成績 | 国内大会個人成績 | 国内大会個人成績 | 国内大会個人成績 | 国内大会個人成績 | 国内大会個人成績 | 国内大会個人成績 | 国内大会個人成績 | 国内大会個人成績 | 国内大会個人成績 | 国内大会個人成績 |
| 年度             | クラブ           | 背番号           | リーグ           | リーグ戦         | リーグ戦         | リーグ杯         | リーグ杯         | オープン杯       | オープン杯       | 期間通算         | 期間通算         |
| 年度             | クラブ           | 背番号           | リーグ           | 出場             | 得点             | 出場             | 得点             | 出場             | 得点             | 出場             | 得点             |
| 日本             | 日本             | 日本             | 日本             | リーグ戦         | リーグ戦         | リーグ杯         | リーグ杯         | 天皇杯           | 天皇杯           | 期間通算         | 期間通算         |
| ---------------- | ---------------- | ---------------- | ---------------- | ---------------- | ---------------- | ---------------- | ---------------- | ---------------- | ---------------- | ---------------- | ---------------- |
| 2011             | 宮崎産経大       | 26               | -                | -                | -                | -                | -                | 2                | 0                | 2                | 0                |
| 2012             | 宮崎産経大       | 3                | -                | -                | -                | -                | -                | 1                | 0                | 1                | 0                |
| 2013             | 宮崎産経大       | 3                | -                | -                | -                | -                | -                | 1                | 0                | 1                | 0                |
| 2015             | 大分             | 15               | J2               | 40               | 1                | -                | -                | 3                | 0                | 43               | 1                |
| 2016             | 大分             | 5                | J3               | 30               | 1                | -                | -                | 2                | 0                | 32               | 1                |
| 2017             | 大分             | 5                | J2               | 42               | 3                | -                | -                | 0                | 0                | 42               | 3                |
| 2018             | 大分             | 5                | J2               | 42               | 1                | -                | -                | 0                | 0                | 42               | 1                |
| 2019             | 大分             | 5                | J1               | 34               | 0                | 0                | 0                | 2                | 0                | 36               | 0                |
| 2020             | 大分             | 5                | J1               | 33               | 0                | 1                | 0                | -                | -                | 34               | 0                |
| 2021             | 清水             | 50               | J1               | 22               | 2                | 5                | 0                | 0                | 0                | 27               | 2                |
| 2022             | 清水             | 50               | J1               | 33               | 1                | 3                | 0                | 1                | 0                | 37               | 1                |
| 2023             | 清水             | 50               | J2               | 40               | 2                | 1                | 0                | 1                | 0                | 42               | 2                |
| 2024             | 京都             | 50               | J1               | 25               | 0                | 0                | 0                | 2                | 0                | 27               | 0                |
| 通算             | 日本             | 日本             | J1               | 147              | 3                | 9                | 0                | 5                | 0                | 161              | 2                |
| 通算             | 日本             | 日本             | J2               | 164              | 7                | 1                | 0                | 4                | 0                | 169              | 7                |
| 通算             | 日本             | 日本             | J3               | 30               | 1                | -                | -                | 2                | 0                | 32               | 1                |
| 通算             | 日本             | 日本             | 他               | -                | -                | -                | -                | 4                | 0                | 4                | 0                |
| 総通算           | 総通算           | 総通算           | 総通算           | 341              | 11               | 10               | 0                | 15               | 0                | 366              | 11               |

- 2014年は特別指定選手としての出場は無し（背番号30）

その他公式戦
- 2015年
  - J2・J3入れ替え戦 1試合0得点
- 2023年
  - J1昇格プレーオフ 2試合0得点

### 出場・得点歴
- J1初出場 - 2019年2月23日 第1節 鹿島アントラーズ戦（カシマ）
- J2初出場 - 2015年3月8日 第1節 カマタマーレ讃岐戦（丸亀）
  - 初得点 - 2015年4月1日 第5節 FC岐阜戦（大銀ド）
- J3初出場 - 2016年3月13日 第1節 AC長野パルセイロ戦（大銀ド）
  - 初得点 - 2016年11月20日 第30節 ガイナーレ鳥取戦（とりスタ）

## タイトル

### クラブ
宮崎産業経営大学
- 宮日旗・NHK杯宮崎県サッカー選手権大会（天皇杯宮崎予選）：3回（2011年、2012年、2013年）

大分トリニータ
- J3リーグ（2016年）

### 個人
- J2リーグ・ベストイレブン（2023年）[27]
- J2リーグ・月間MVP（2023年8月）
- J3リーグ・MYアウォーズ ベストイレブン（2016年）